# Draba kassii
Draba kassii là một loài thực vật có hoa trong họ Cải. Loài này được S.L.Welsh mô tả khoa học đầu tiên năm 1986.